# 里奇·爱德华兹
理查德·詹姆斯·爱德华兹（英語：Richard James Edwards，1967年12月22日—1995年2月1日），藝名里奇·爱德华兹（英語：Richey Edwards），是一名音樂創作人，威爾斯樂隊狂躁街道传教者（Manic Street Preachers）成員。1995年2月1日失蹤至今，2008年11月23日被英國法庭裁定其宣佈死亡。

## 生平
理查德畢業于威爾斯史旺西大學（University of Wales Swansea），而且獲得了歷史學二級一等（2:1）學位。
根據他的妹妹Rachel回憶，理查德在小時候已經非常聰明，中學時期曾經寫了一篇關于威廉·莎士比亞，長達859頁的論文，原因是他說自己當時無聊，沒有其他東西可以做。16歲時他已經讀過所有莎士比亞和拉金的作品。他時常在學校里昏迷，上學時大部份時間都在學校裡的保健室渡過。
理查德本來是“狂躁街道传教者”的司機和搬運工人，后來代替原貝斯手Flicker，但最后選擇彈結他和擔任主要填詞人。1994年，“狂躁街道传教者”的大碟<The Holy Bible>里的歌詞有百分之七十五是由理查德寫的，而1994年前的大碟內的歌是跟貝斯手尼基·維也（Nicky Wire）一起合作填詞。直至到理查德失蹤后，“狂躁街道传教者”發行1996年大碟<Everything Must Go>，這大碟里所有由理查德填詞的歌曲，都只注明是他本人獨自填詞。
1991年11月15日，NME音樂雜誌記者Steve Lamacq訪問“狂躁街道传教者”為何在諾里奇（Norwich）藝術中心的演唱會那麼認真，理查德未回應就立刻用剃刀在手臂上割出“4 Real”（意思是“為了誠意”）。后來在醫院縫了十七針。
由於理查德患有抑鬱症，他經常做些不正常的自虐行為。大多數是在身體上按熄煙頭，和用刀割傷自己。而且經常酗酒，和患上神經性無食欲症(厭食症)。由于需要在精神病院長期留醫，所以“狂躁街道传教者”的第三張大碟<The Holy Bible>的宣傳活動理查德無法參與，其他成員經常要被迫以三人身份出席大部份活動。
出院后，理查德繼續與“狂躁街道传教者”的其他成員和其他樂隊在演唱會一同演唱，但事情從此不再一樣。表演時，貝斯手尼克‧維也發覺理查德時常傾向他的身體，而演唱會后尼克看到理查德向墻撞頭，而且流了不少血。他參與的最後一場演唱會臭名遠播。演唱會於1994年在倫敦舉行時，“狂躁街道传教者”在演出最後一首爆炸性的樂曲“You Love Us”之後，由理查德暴力地砸爛自己的結他開始，樂隊打碎了他們全部的樂器，還把場地的射燈都扯了下來。

### 失蹤
理查德在1995年2月1日失蹤，那天“狂躁街道传教者”本來要坐飛機到美國開演唱會，理查德在倫敦Embassy飯店于早上七點退房后下落不明。13日後，在Severn橋下，發現他那電池耗盡的銀色私家車。人們以為理查德跳河自殺，但河裡一具屍體都找不到。理查德失蹤后几年，有大量的傳聞報導理查德的行蹤，但全部都沒有證據而被調查員拒絕。2002年，理查德的家人本來想申報他在法律上已死亡，但是最后沒有申報，繼續作為失蹤人士個案處理。但最後於2008年11月23日，被英國法庭裁定其宣佈身故。

## 文化影響
除了音樂之外，理查德對文學作品都很有興趣，而且在被訪問時，他經常提及不少詩人和詩句，這也影響到“狂躁街道传教者”的樂迷都對文學作品感到興趣。理查德喜歡的作家有三島由紀夫、拉金、阿爾貝·加繆、費奧多爾·陀思妥耶夫斯基等等。
因為理查德是個愛好詩歌的人，在樂隊里填了極多歌詞（特別是在第三張大碟<The Holy Bible>），而歌詞時常反映他對政治的認識。
理查德的偶像深深地影響著他和他的作品。他的偶像如科特·柯本（Kurt Cobain）和希薇亞·普拉斯（Sylvia Plath），在年少時便自殺，但一生都不平凡而多著作；傑羅姆·大衛·塞林格（Jerome David Salinger）發表了經典作品<麥田捕手>後，變得更孤僻，理查德也和他類似，發表一件經典作品后便消失。

## 個人金句
- 我有像兒童的憤怒，也有像兒童的寂寞。

- 你是野蠻的話，就會被尊重；你打人的話，別人就會尊重你；如果你還擊的話，別人也會尊重你。不過如果被人打的時候，我是在酒吧裡光喝酒，並沒得罪人，我會懶得還擊，連拳都不會出。別人認為我沒用，但我一點都不覺得。因為如果我還擊的話，我就會跟打我的那個人一樣叫人討厭。

- 所有搖滾樂都是同性戀。

- 我們是二十世紀的傷者。

- 自虐和自殺的分別，就是你可以控制痛的程度，令你可以某個角度上生存。

- 可以為過去做的事，就是不做過去的事。

- 愛是一種無可能的概念。

- 我們是一羣年輕和美麗的人渣而且對世界不滿。

- 我認為聰明和知識的不同，就是很多人寫信后只知道寫日期。

- 人可以吸收很多知識，但是對所有知識都不認識。

- 自殺這個字對我來講,是沒有入過我的腦,而且從來未試過,從嘗試來講的話,因為我是更堅強的。

- 未來是很大的，也是很恐怖的，是吧？

## 外部連結
- 个人网站 （页面存档备份，存于）

- Manic Street Preachers ‧Richey字裡行間之再生